# Plavilla
Plavilla é uma comuna francesa na região administrativa de Occitânia, no departamento de Aude. Estende-se por uma área de 12,4 km². Em 2010 a comuna tinha 114 habitantes (densidade: 9,2 hab./km²).